# Anelosimus domingo
Anelosimus domingo là một loài nhện trong họ Theridiidae.
Loài này thuộc chi Anelosimus. Anelosimus domingo được Herbert Walter Levi miêu tả năm 1963.